# Линник, Виталий Викторович
Виталий Викторович Линник (род. 30 апреля 1949, Ростов-на-Дону) — российский политический деятель, депутат Государственной думы второго созыва

## Биография
Окончил Ростовский медицинский институт; избирался депутатом Ростовского областного Совета, депутатом Законодательного собрания Ростовской области.
Кандидат медицинских наук, отличник здравоохранения, заслуженный работник здравоохранения, награждён Почетной грамотой Государственной Думы Федерального Собрания Российской Федерации, медалью ордена «За заслуги перед Отечеством» II степени.

### Депутат госдумы
В декабре 1995 г. был избран депутатом Государственной Думы Федерального Собрания РФ второго созыва.